# EbXML
Electronic Business using eXtensible Markup Language, conosciuto anche come e-business XML o ebXML è una famiglia di standard sponsorizzati da OASIS e UN/CEFAT dal 1999 il cui obiettivo è di fornire una infrastruttura aperta, basata su XML che permetta un interscambio elettronico di informazioni di business in una maniera consistente, sicura e interoperabile da tutti i partner commerciali.
ebXML proviene da un precedente lavoro di ooEDI (EDI orientato agli oggetti), tecnologie UML / UMM, XML e X12 EDI.